# Talladega Superspeedway

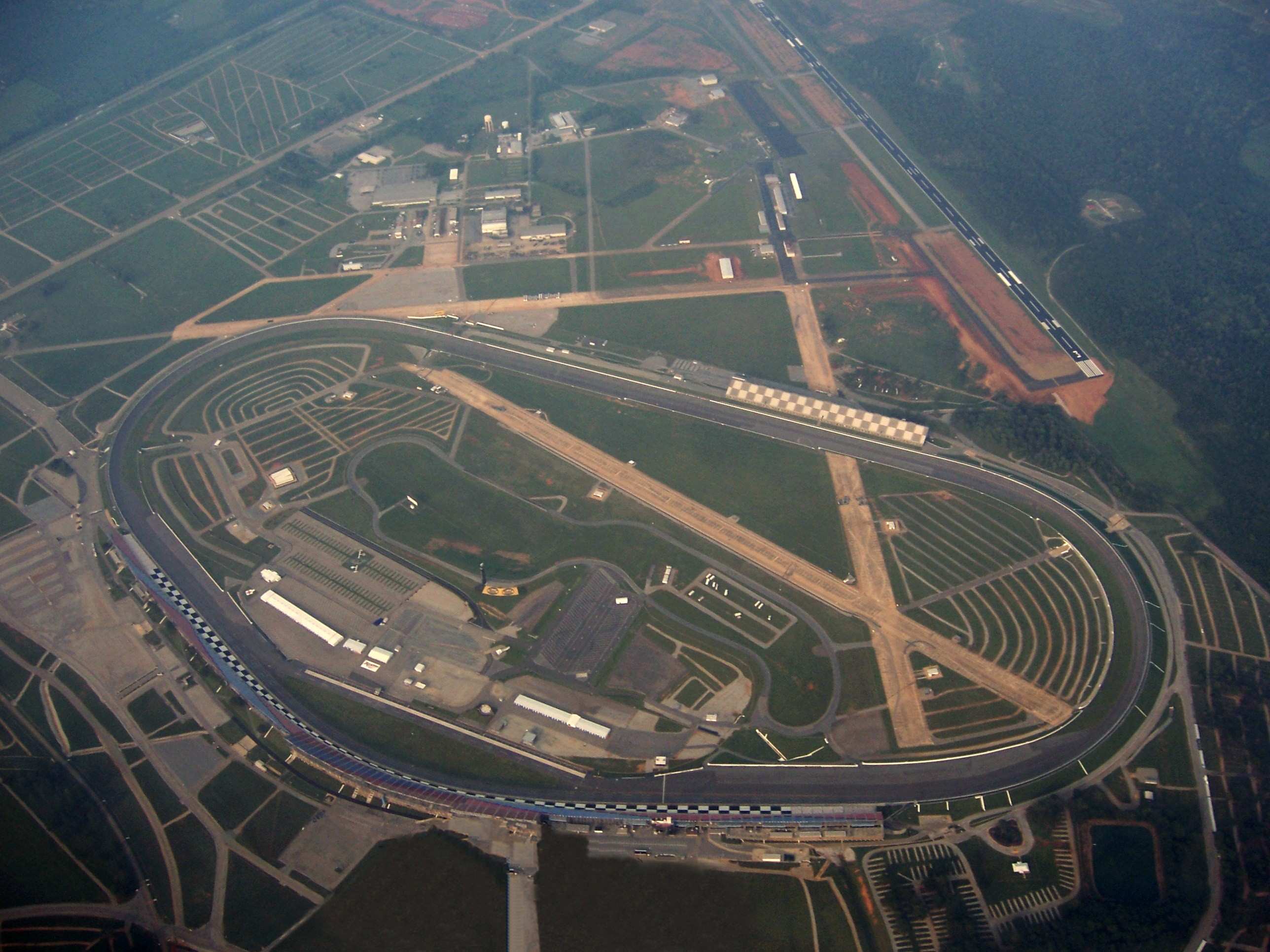
Vista aérea del Talladega Superspeedway.

Talladega Superspeedway es un autódromo construido sobre un antiguo aeródromo en la ciudad de Talladega, Alabama, Estados Unidos, 70 km al este de la ciudad de Birmingham. Es un trióvalo de 2,66 millas (4.280 metros) de extensión, el segundo más largo del mundo entre los usados en competiciones de automovilismo de velocidad.
El óvalo fue inaugurado con una carrera de la NASCAR Cup Series en septiembre de 1969. Fue construido bajo el comando del fundador de la NASCAR, William France Sr., quien diez años antes había inaugurado su primer óvalo, Daytona. Sus curvas tienen un peralte de más de 32 grados, superando a Daytona.
Desde 1970, la NASCAR Cup Series tiene dos fechas de 500 millas (800 km) de duración en Talladega. La primera se celebra a fines de abril o principios de mayo, y ha sido una de las cuatro principales carreras del certamen. La segunda, que forma parte de la "Caza por la Copa", solía disputarse a finales de julio o principios de agosto. Debido a la altas temperaturas en la pista, en 1997 la carrera fue movida para principios de octubre. Para el 2009, fue movida más allá, quedando a fines de octubre o principios de noviembre.
Las otras dos divisiones nacionales de la NASCAR tardaron varias décadas en correr en Talladega. La NASCAR Xfinity Series lo hace desde 1992: primero con una carrera de 500 km (312 millas), luego de 300 millas (480 km) entre 1998 y 2001, y luego nuevamente 312 millas debido a un acuerdo publicitario. Por su parte, la NASCAR Truck Series disputa desde la temporada 2006 una carrera de 250 millas (400 km) como telonera de la Cup Series en octubre.
El óvalo tiene una capacidad para unos 175.000 espectadores, y tiene la particularidad de que la salida de la calle de boxes está a pocos metros de la línea de meta. Debido al generoso ancho de la pista, es habitual que cuatro o cinco pilotos circulen en paralelo.
Durante fines de la década de 1990 y principios de la década de 2000, los automóviles de la Cup Series solían superar los 320 km/h de velocidad promedio en Talladega. Durante una sesión de entrenamientos en junio de 2004, el piloto Rusty Wallace logró terminar una vuelta en 44.270 segundos, a un promedio de 216,309 mph (348,041 km/h). Desde hace dos décadas, los automóviles que participan en las divisiones nacionales de NASCAR en Talladega y Daytona deben utilizar placas restrictoras en las tomas de aire, para reducir la potencia de los motores y por lo tanto la aceleración y velocidad máxima. El detonante de estas medidas fue un accidente de Bobby Allison en la carrera primaveral de 1987, en el cual se reventó uno de sus neumáticos y el vehículo salió volando y arrancó parte de la malla que protege a los espectadores, dejando a varios de ellos heridos (algunos llegaron a perder alguno de sus ojos).

## Ganadores recientes
| Año  | Cup Series (primavera) | Cup Series (primavera) | Cup Series (verano) | Cup Series (verano) | Xfinity Series                             | Truck Series     |
| Año  | Piloto                 | Marca                  | Piloto              | Marca               | Piloto                                     | Piloto           |
| ---- | ---------------------- | ---------------------- | ------------------- | ------------------- | ------------------------------------------ | ---------------- |
| 1990 | Dale Earnhardt         | Chevrolet              | Dale Earnhardt      | Chevrolet           | -                                          | -                |
| 1991 | Harry Gant             | Oldsmobile             | Dale Earnhardt      | Chevrolet           | -                                          | -                |
| 1992 | Davey Allison          | Ford                   | Ernie Irvan         | Chevrolet           | Ernie Irvan                                | -                |
| 1993 | Ernie Irvan            | Chevrolet              | Dale Earnhardt      | Chevrolet           | Dale Earnhardt                             | -                |
| 1994 | Dale Earnhardt         | Chevrolet              | Jimmy Spencer       | Ford                | Ken Schrader                               | -                |
| 1995 | Mark Martin            | Ford                   | Sterling Marlin     | Chevrolet           | Chad Little                                | -                |
| 1996 | Sterling Marlin        | Chevrolet              | Jeff Gordon         | Chevrolet           | Greg Sacks                                 | -                |
| Año  | Cup Series (primavera) | Cup Series (primavera) | Cup Series (otoño)  | Cup Series (otoño)  | Xfinity Series                             | Truck Series     |
| 1997 | Mark Martin            | Ford                   | Terry Labonte       | Chevrolet           | Mark Martin                                | -                |
| 1998 | Bobby Labonte          | Pontiac                | Dale Jarrett        | Ford                | Joe Nemechek                               | -                |
| 1999 | Dale Earnhardt         | Chevrolet              | Dale Earnhardt      | Chevrolet           | -                                          | -                |
| 2000 | Jeff Gordon            | Chevrolet              | Dale Earnhardt      | Chevrolet           | Terry Labonte                              | -                |
| 2001 | Bobby Hamilton         | Chevrolet              | Dale Earnhardt Jr.  | Chevrolet           | Joe Nemechek                               | -                |
| 2002 | Dale Earnhardt Jr.     | Chevrolet              | Dale Earnhardt Jr.  | Chevrolet           | Jason Keller                               | -                |
| 2003 | Dale Earnhardt Jr.     | Chevrolet              | Michael Waltrip     | Chevrolet           | Dale Earnhardt Jr.                         | -                |
| 2004 | Jeff Gordon            | Chevrolet              | Dale Earnhardt Jr   | Chevrolet           | -                                          | -                |
| 2005 | Jeff Gordon            | Chevrolet              | Dale Jarrett        | Ford                | Martin Truex Jr.                           | -                |
| 2006 | Jimmie Johnson         | Chevrolet              | Brian Vickers       | Chevrolet           | Martin Truex Jr.                           | Mark Martin      |
| 2007 | Jeff Gordon            | Chevrolet              | Jeff Gordon         | Chevrolet           | Bobby Labonte                              | Todd Bodine      |
| 2008 | Kyle Busch             | Toyota                 | Tony Stewart        | Toyota              | Tony Stewart                               | Todd Bodine      |
| 2009 | Brad Keselowski        | Chevrolet              | Jamie McMurray      | Ford                | David Ragan                                | Kyle Busch       |
| 2010 | Kevin Harvick          | Chevrolet              | Clint Bowyer        | Chevrolet           | Brad Keselowski                            | Kyle Busch       |
| 2011 | Jimmie Johnson         | Chevrolet              | Clint Bowyer        | Chevrolet           | Kyle Busch                                 | Mike Wallace     |
| 2012 | Brad Keselowski        | Dodge                  | Matt Kenseth        | Ford                | Joey Logano                                | Parker Kligerman |
| 2013 | David Ragan            | Ford                   | Jamie McMurray      | Chevrolet           | Regan Smith                                | Johnny Sauter    |
| 2014 | Denny Hamlin           | Toyota                 | Brad Keselowski     | Ford                | Elliott Sadler                             | Timothy Peters   |
| 2015 | Dale Earnhardt Jr.     | Chevrolet              | Joey Logano         | Ford                | Joey Logano                                | Timothy Peters   |
| 2016 | Brad Keselowski        | Ford                   | Joey Logano         | Ford                | Elliott Sadler                             | Grant Enfinger   |
| 2017 | Ricky Stenhouse Jr.    | Ford                   | Brad Keselowski     | Ford                | Aric Almirola                              | Parker Kligerman |
| 2018 | Joey Logano            | Ford                   | Aric Almirola       | Ford                | Spencer Gallagher                          | Timothy Peters   |
| 2019 | Chase Elliott          | Chevrolet              | Ryan Blaney         | Ford                | Tyler Reddick                              | Spencer Boyd     |
| 2020 | Ryan Blaney            | Ford                   | Denny Hamlin        | Toyota              | Justin Haley (ambas carreras)              | Raphael Lessard  |
| 2021 | Brad Keselowski        | Ford                   | Bubba Wallace       | Toyota              | Jeb Burton (abril) Brandon Brown (octubre) | Tate Fogleman    |